# Arisaema hainanense
Arisaema hainanense är en kallaväxtart som beskrevs av Cheng Yih Wu, H.Li, Y.Shiao och S.Tseng. Arisaema hainanense ingår i släktet Arisaema och familjen kallaväxter. Inga underarter finns listade.